# 렘샤이트

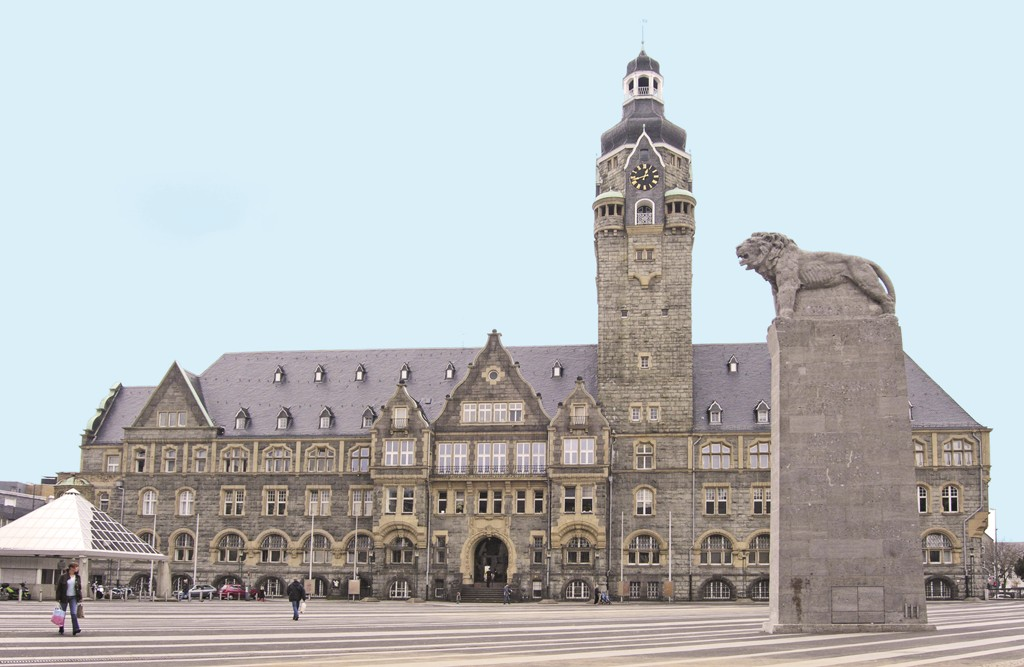

렘샤이트(독일어: Remscheid)는 독일 서부 노르트라인베스트팔렌주 뒤셀도르프 현에 있는 도시이다. 인구 111,422(2009).
루르 지방 남부, 부퍼 강 연안에 위치한다. 부퍼탈·졸링겐과 함께 베르기셰스란트 지역의 중심지이다. 12세기에 설립되어 문헌에도 나타나나, 오랫동안 작은 마을이었다가 19세기 이후 루르 지방의 공업 발전과 함께 인구가 크게 늘어났다. 특히 기계와 공구 관련 공업이 발달하여 한때 세계적인 공구제품 생산지였다. 제2차 세계대전 때 폭격으로 크게 파괴되었다가 복구되었다. X선을 발명한 빌헬름 뢴트겐의 고향으로, 뢴트겐 박물관이 있다.